# Maria Kloss

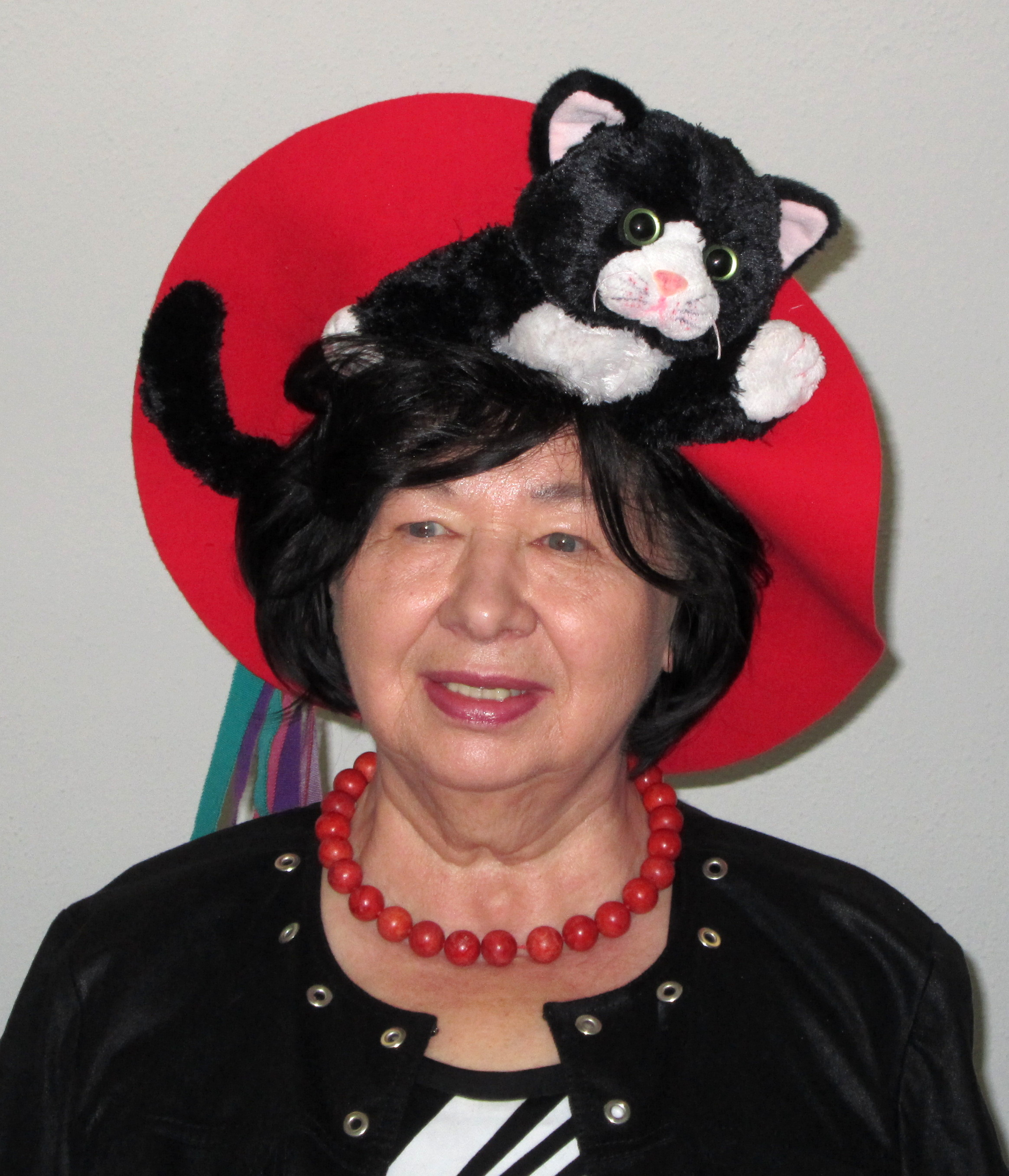
Maria Kloss (2015)

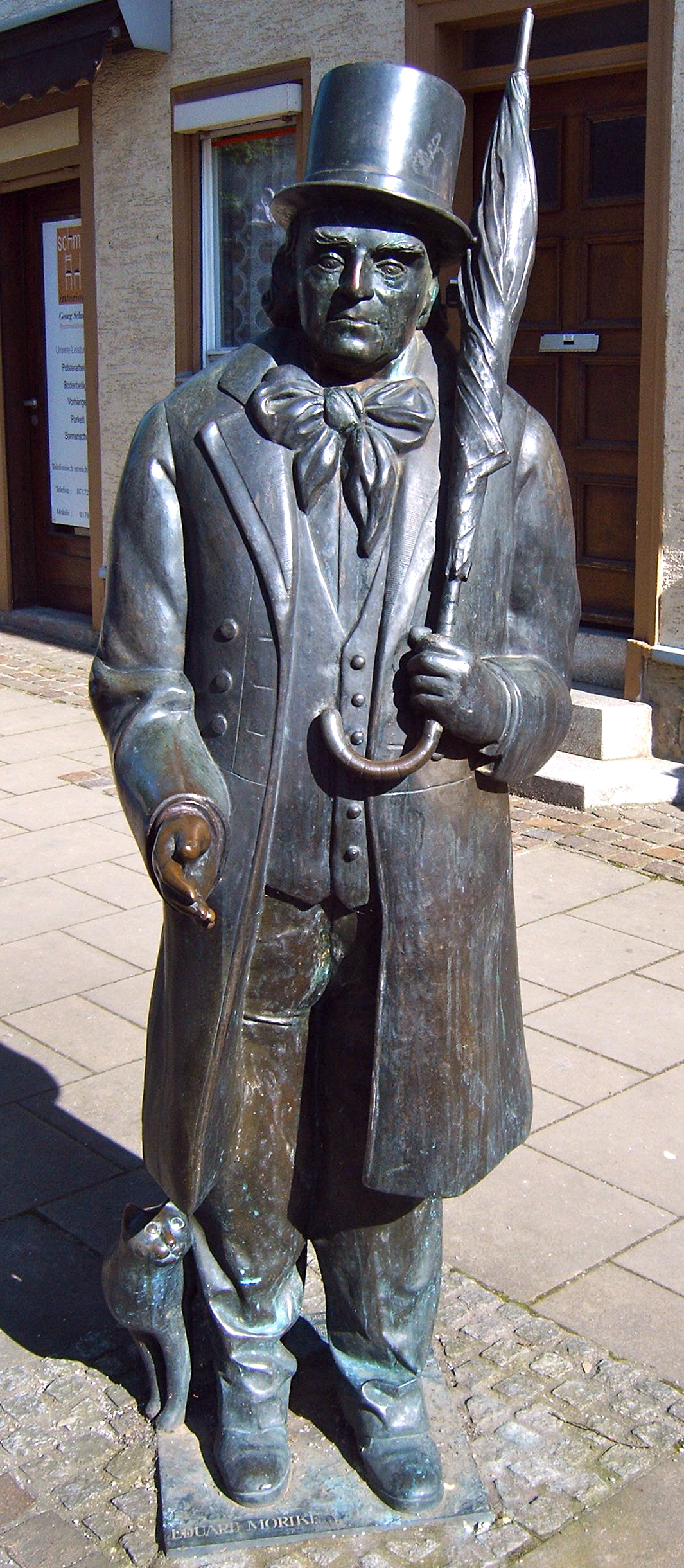
Eduard Mörike und Kater „Weißling“, Plastik von Maria Kloss, 1990

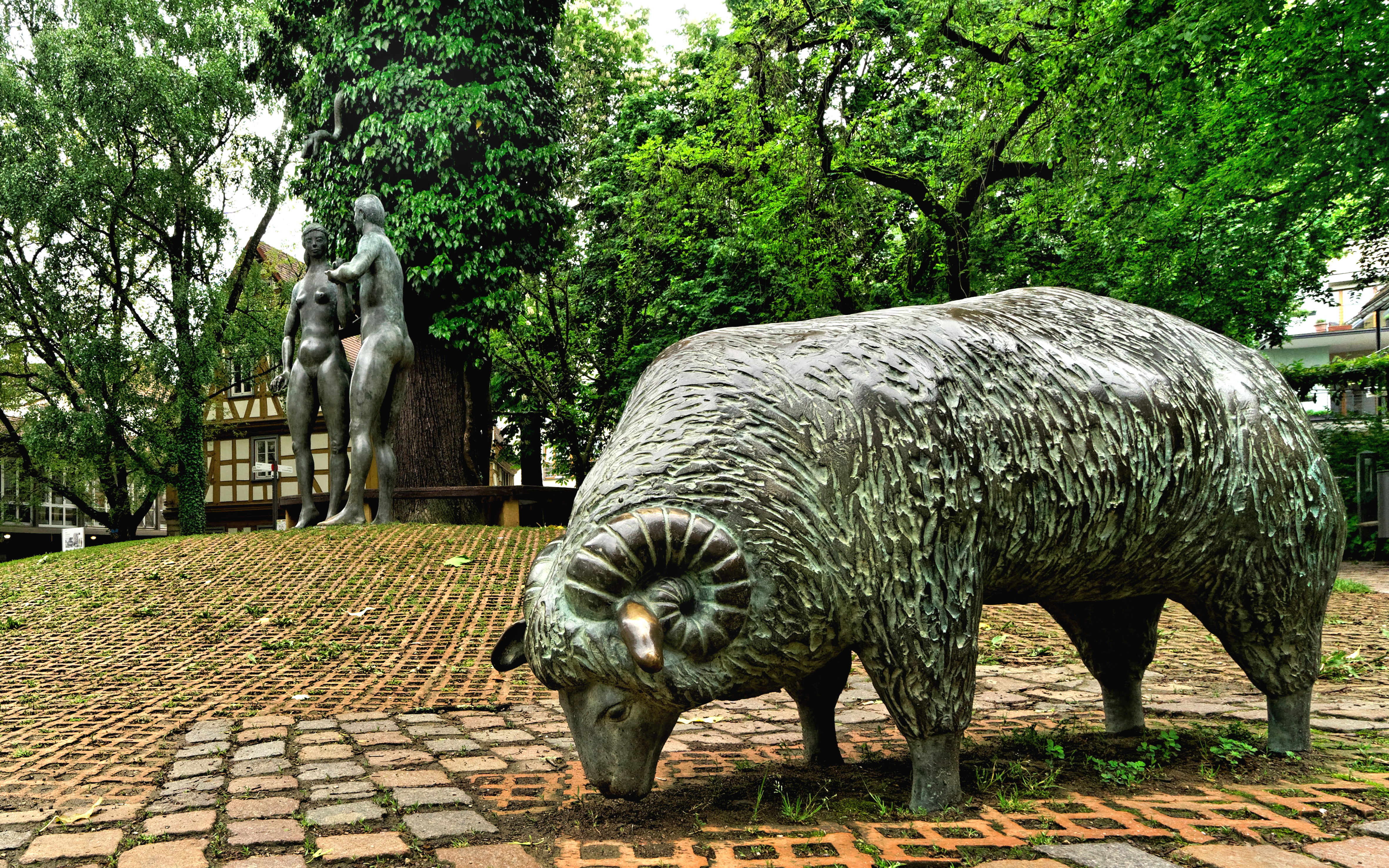
Figurengruppe Paradiesgarten im Spitalhof Schwäbisch Gmünd.

Maria Kloss (* 1940 in Ronsperg in Böhmen) ist eine deutsche Malerin und Vertreterin der Naiven Malerei und Bildhauerin.
Von einer Portugalreise beeindruckt, malte sie 1964 ihr erstes Bild. Ihre Malerei pendelt zwischen Realismus und Phantasie, zwischen Gesehenem und Erfühltem.
1970 wurden ihre Bilder in einer Einzelausstellung in Düsseldorf gezeigt. Das Deutsche Fernsehen wurde aufmerksam und berichtete über ihre Arbeiten in ttt – titel, thesen, temperamente.
Maria Kloss hat auch eine Reihe von Skulpturen geschaffen – so zum Beispiel die Figurengruppe Paradiesgarten im Hof des Schwäbisch Gmünder Spitals.
Maria Kloss lebt heute in Eschach (bei Schwäbisch Gmünd). Aus ihrer im Jahr 2000 auseinandergegangenen Ehe mit dem Maler und Zeichner Hans Kloss stammen die Kinder Jens (* 1970) und Valerie (* 1978).

## Preise für Malerei
- 1969  1. Preis Firma Eisenmann, Böblingen
- 1983  Prix Suisse Peinture, Genf
- 1992  Prix Europe, Morges
- 1995  Prix Femina, Morges
- 2001  Prix Special du Jury, Schweiz

## Ausstellungen (Auswahl)
Böblingen, Düsseldorf, Helsinki, Kopenhagen, Oslo, Genf, Amsterdam, Paris, London, New York, Zürich, Warschau, Köln, Hamburg, Chicago, Ulm, Berlin, Stuttgart, Schwäbisch Gmünd, Aalen.